# Мало Мраморани
Мало Мраморани (на македонска литературна норма: Мало Мраморани) е село в община Долнени на Северна Македония.

## География
Разположено е в южното подножие на планината Бабуна на около 4 километра източно от общинския център Долнени.

## История
В XIX век Мало Мраморани е село в Прилепска каза на Османската империя. В „Етнография на вилаетите Адрианопол, Монастир и Салоника“, издадена в Константинопол в 1878 година и отразяваща статистиката на населението от 1873 година Мало Мраморани (Mramorani malo) е посочено като село с 11 домакинства 44 жители българи.
Според статистиката на Васил Кънчов („Македония. Етнография и статистика“) от 1900 година Долно Мраморани е населявано от 55 жители българи християни.
На Етнографската карта на Битолския вилает на Картографския институт в София от 1901 година Долно Мраморани е чисто българско село в Прилепската каза на Битолския санджак с 14 къщи.
В началото на XX век цялото население на селото е под върховенството на Българската екзархия. По данни на секретаря на екзархията Димитър Мишев („La Macédoine et sa Population Chrétienne“) в 1905 година в Малко Мраморани (Malko-Mramorani) има 48 българи екзархисти.
При избухването на Балканската война в 1912 година един човек от Мраморани е доброволец в Македоно-одринското опълчение. След Междусъюзническата война в 1913 година селото попада в Сърбия.

## Личности
Родени в Мало Мраморани
- Богдан Иванчев (Йованчев, 1883 – ?), македоно-одрински опълченец, Нестроева рота на 4 битолска дружина[6]